# Karin und Uwe Hollweg Sammlung
Die Karin und Uwe Hollweg Sammlung in Bremen besteht aus einer von den Eheleuten und Ehrenbürgern der Stadt Bremen, Karin und Uwe Hollweg, seit 40 Jahren privat angelegten und über 600 Werke umfassenden Kunstsammlung. Einen Schwerpunkt bildet die Kunst des Fluxus und des abstrakten Expressionismus. Mit Werken vertreten sind Emmett Williams und Richard Hamilton, Mark Tobey und Wolfgang Otto Schulze (Wols), Emil Schumacher, Max Liebermann und John Cage. Die Sammlung umfasst zahlreiche Künstlerbücher, Editionen und Mappenwerke.
Die Sammlung ist seit einigen Jahren in die Karin und Uwe Hollweg Stiftung übergegangen, welche gemeinnützige Organisationen auf den Gebieten der Kunst, der Kultur und der Denkmalpflege, vor allem in Bremen, unterstützt. Sie befindet sich in einem Privat-Museum am Bremer Altenwall, gleich neben der Kunsthalle Bremen.
Für ihre mäzenatischen Förderungen erhielt das Ehepaar Hollweg 2011 die Maecenas-Ehrung, einer vom Arbeitskreis selbständiger Kultur-Institute e.V. (AsKI) seit 1989 verliehenen Auszeichnung.
Ihr Vermögen hat das Sammlerehepaar einst im Sanitär- und Heizungsgroßhandel verdient. Die Firma Cordes & Graefe war Marktführer und Uwe Hollweg ihr Geschäftsführer.